# Rode Kruis Teksttelefoonservice
In 1995 werd de Rode Kruis Teksttelefoonservice, een teksttelefoonservice, opgericht door het Rode Kruis als alternatief voor de KPN Teksttelefoonservice. Het was gevestigd op de Rode Kruis-afdeling Amsterdam. 
Het was een bemiddelingsdienst waarbij doven met een teksttelefoon kunnen bellen met gewone telefoonnummers. Bij deze dienst bemiddelen vrijwilligers bij veel telefonische gesprekken tussen horenden en doven. Men ervoer de kwaliteit als minder dan die van KPN Teksttelefoonsevice, de gesprekskosten waren wel lager omdat er geen 0900-nummer werd gebruikt.
Door de afnemende vraag besloot het Rode Kruis tot opheffing van de dienst per 1 januari 2007. Wegens de kerstvakantie kon men op 22 december 2006 voor het laatst gebruikmaken van de dienst.